# Домброва-Біскупя
Домброва-Біскупя (пол. Dąbrowa Biskupia, нім. Louisenfelde) — село в Польщі, у гміні Домброва-Біскупія Іновроцлавського повіту Куявсько-Поморського воєводства.
Населення — 652 особи (2011).
У 1975-1998 роках село належало до Бидгощського воєводства.

## Демографія
Демографічна структура станом на 31 березня 2011 року:
|          | Загалом | Допрацездатний вік | Працездатний вік | Постпрацездатний вік |
| -------- | ------- | ------------------ | ---------------- | -------------------- |
| Чоловіки | 315     | 69                 | 217              | 29                   |
| Жінки    | 337     | 71                 | 211              | 55                   |
| Разом    | 652     | 140                | 428              | 84                   |